# ねずみ返し
ねずみ返し（ねずみがえし、ラットガード、英: rat guard）とは、穀物などの食糧をねずみの被害から守るために、船舶の舫い綱や、倉庫などの貯蔵施設に取り付ける、ねずみ侵入防止用の器具のことである。

## 船舶のねずみ返し
船舶においては係留中、舫い綱を伝ってねずみが侵入する事を防ぐために、途中にねずみ返しを装着する。多くの場合円盤ないしは円錐型の金属製で、舫い綱に挟み込むように装着するための切れ目が設けられている。

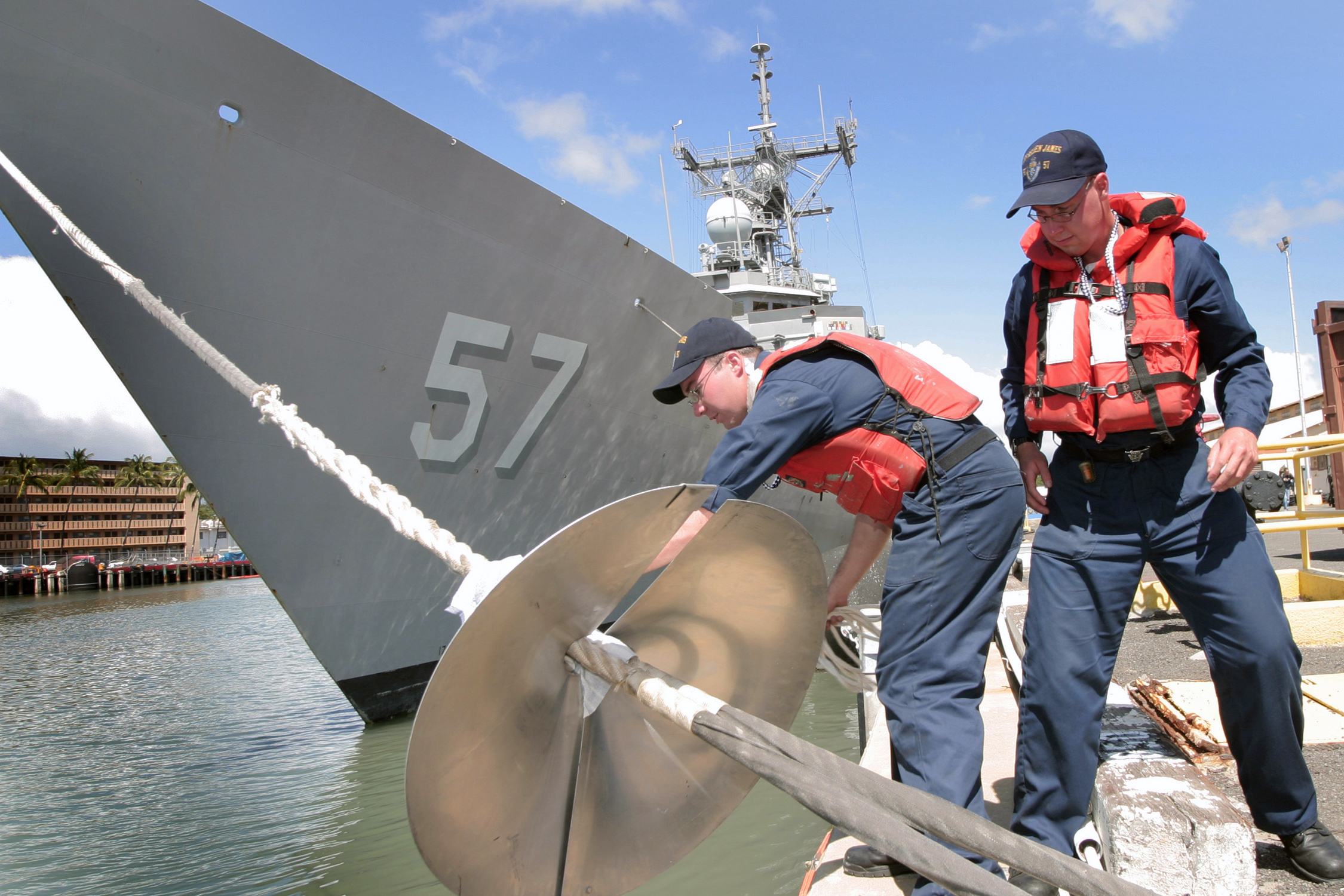
船舶のねずみ返し
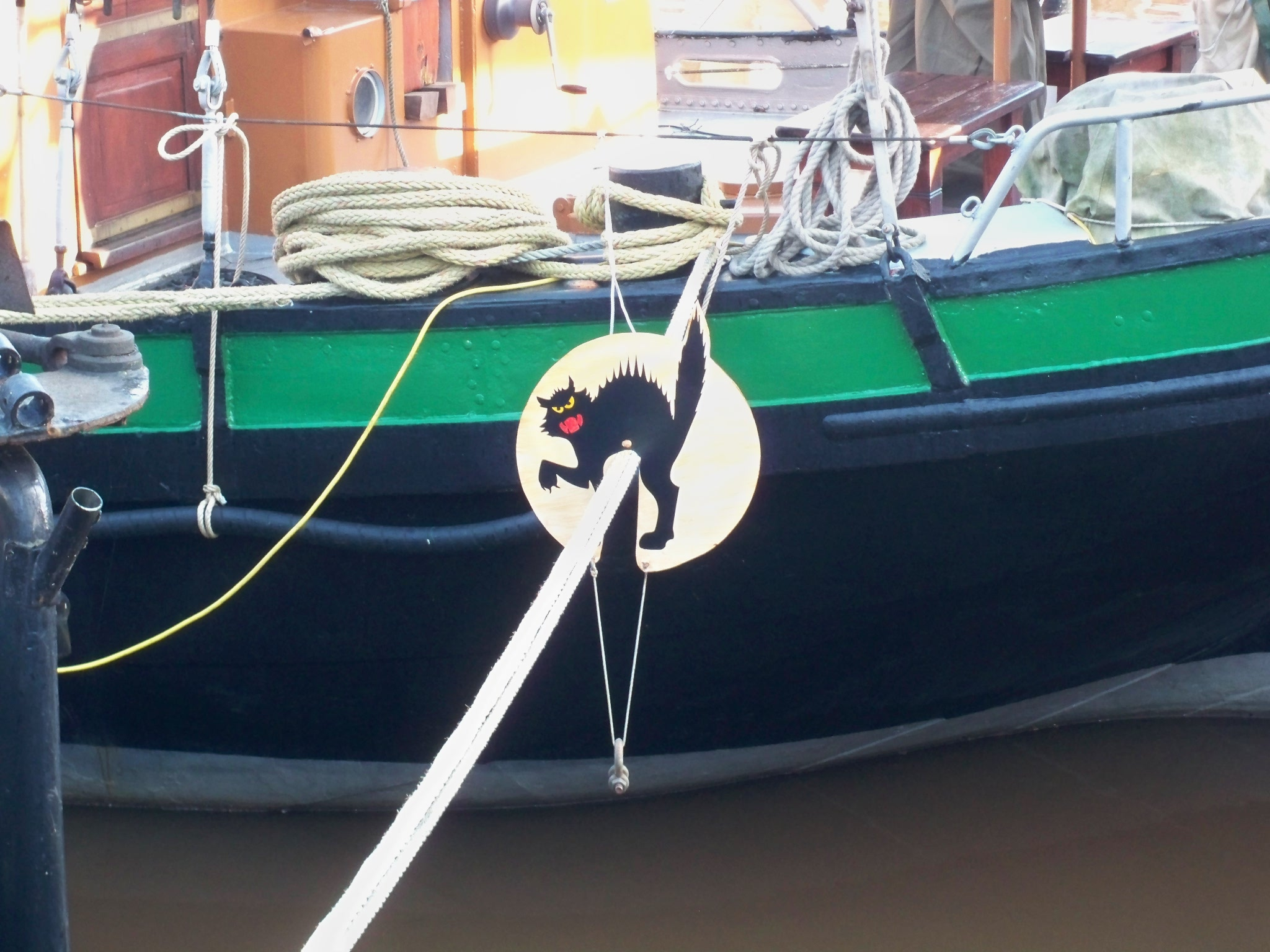
船舶のねずみ返し

## 電柱・送電塔のねずみ返し
電柱では、支線を伝ってヘビやつる植物が登り地絡事故（停電）が発生する場合があるため、ねずみ返し状のカバーが装着される例がある。また送電塔の脚部に「ヘビ返し」として、ねずみ返し状の網を設置する例がある。

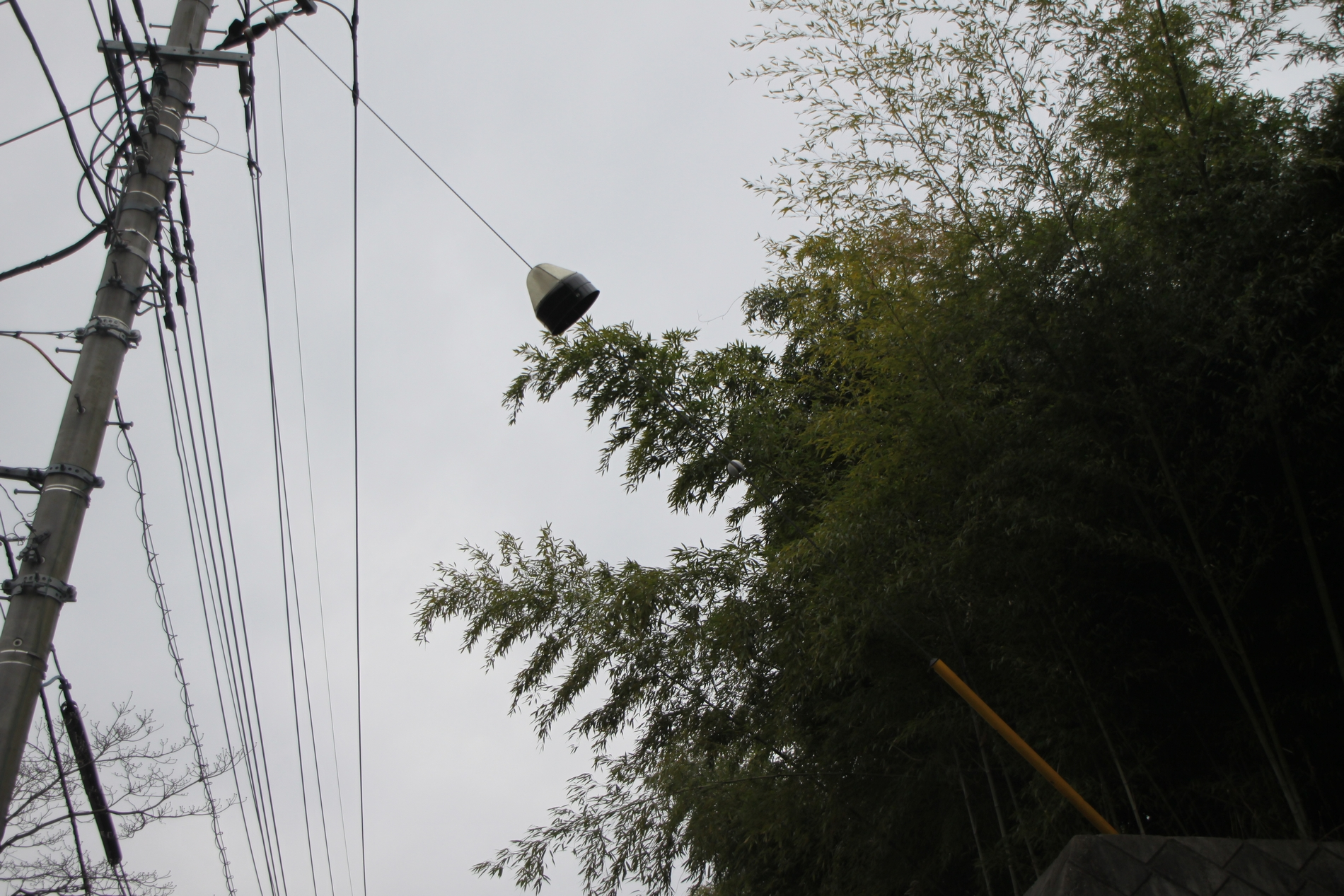
電柱の支線に装着された、ねずみ返し状のカバー（写真中央、傘状のもの）

## 建物のねずみ返し
高床倉庫では、床を支える柱からのネズミの侵入を防ぐために、オーバーハング状のはい上がり防止の部材を付けた。この種のねずみ返しはヨーロッパや東南アジアなど世界各地の穀物倉庫に見られ、日本では東京都の有形文化財である高倉（六脚倉）など、八丈島に現存する高床建物でも、同様のねずみ返しが見られる。
また、ネズミの爪が立たないように陶器などの部材を使用する場合もあり、奄美地方の高倉では柱に金属板を巻く工夫が見られる。
高床ではない土蔵などでは、戸口に網戸を入れたり、板を立ててネズミの侵入を防いだ。
新潟県では、梁などから縄で下げて食料を保存する場合、縄の中途に板を通して鼠害を避けた。
考古資料では、高床倉庫の床下直下の柱の上方や倉の入り口に設けられ、方形、円形、楕円形の厚い板をはめ込む事例がみられる。弥生時代の登呂遺跡（静岡県静岡市駿河区）で初めて発見された円盤状の板が著名であり、静岡県伊豆の国市の山木遺跡では、その使用方法が明らかにされた。民俗資料では、板材のみならず樹皮や土器などさまざまなものをねずみ返しとして使用している事例が確認されている。

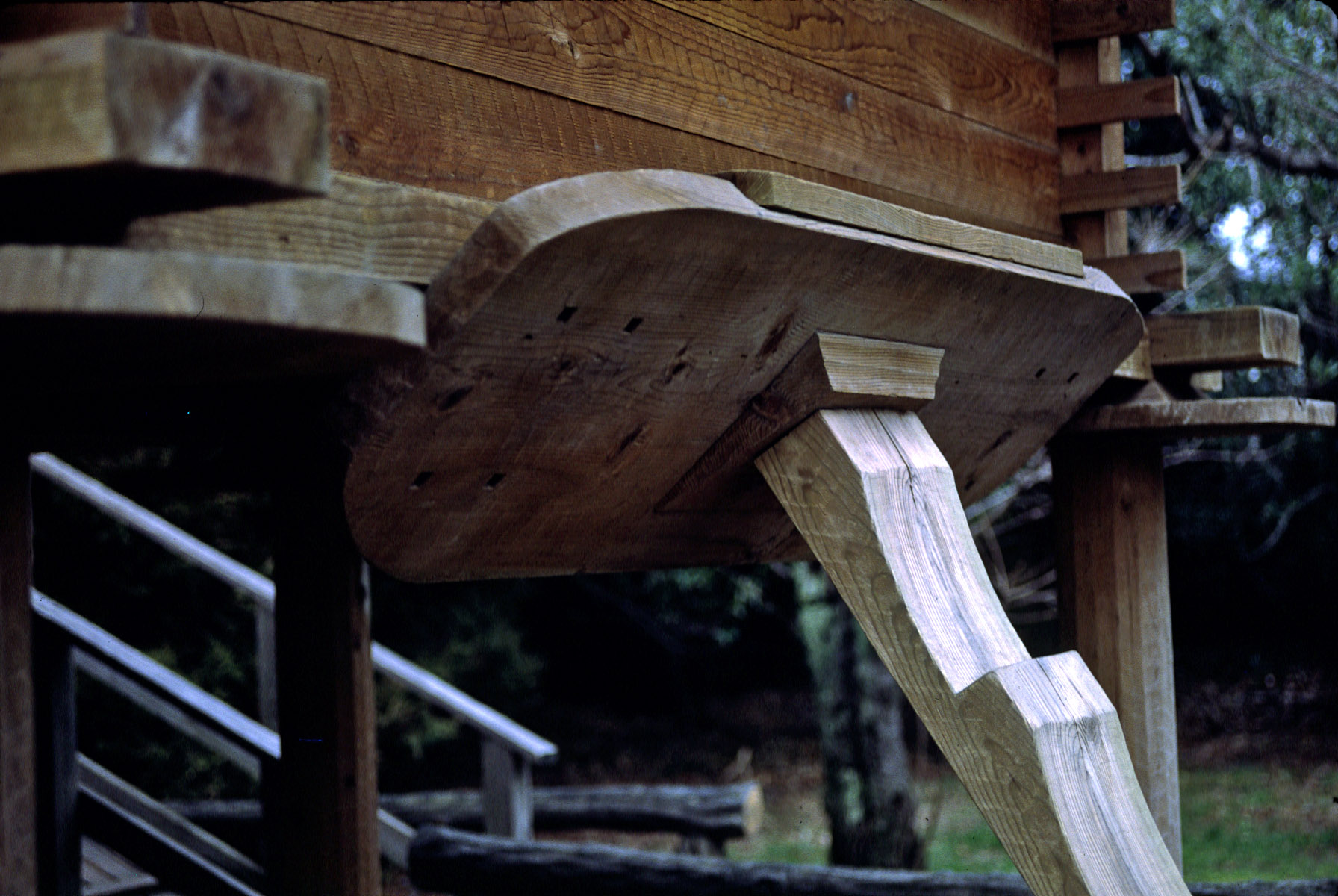
高床倉庫、刻み梯子に据えられた、小判形のねずみ返し（登呂遺跡）
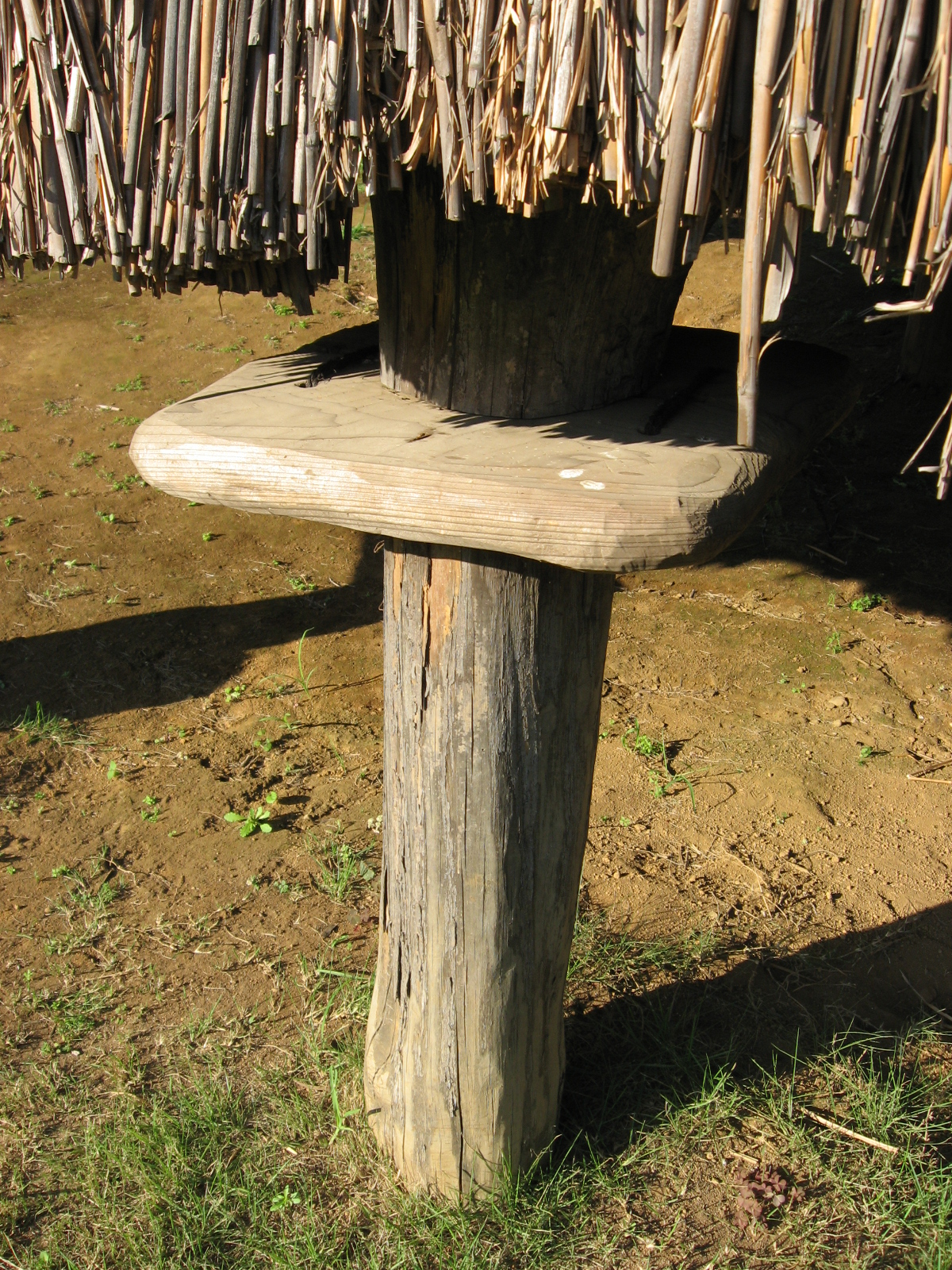
復元された高床倉庫の掘立柱。ねずみ返しがはめ込まれている。（神奈川県横浜市都筑区・大塚・歳勝土遺跡）
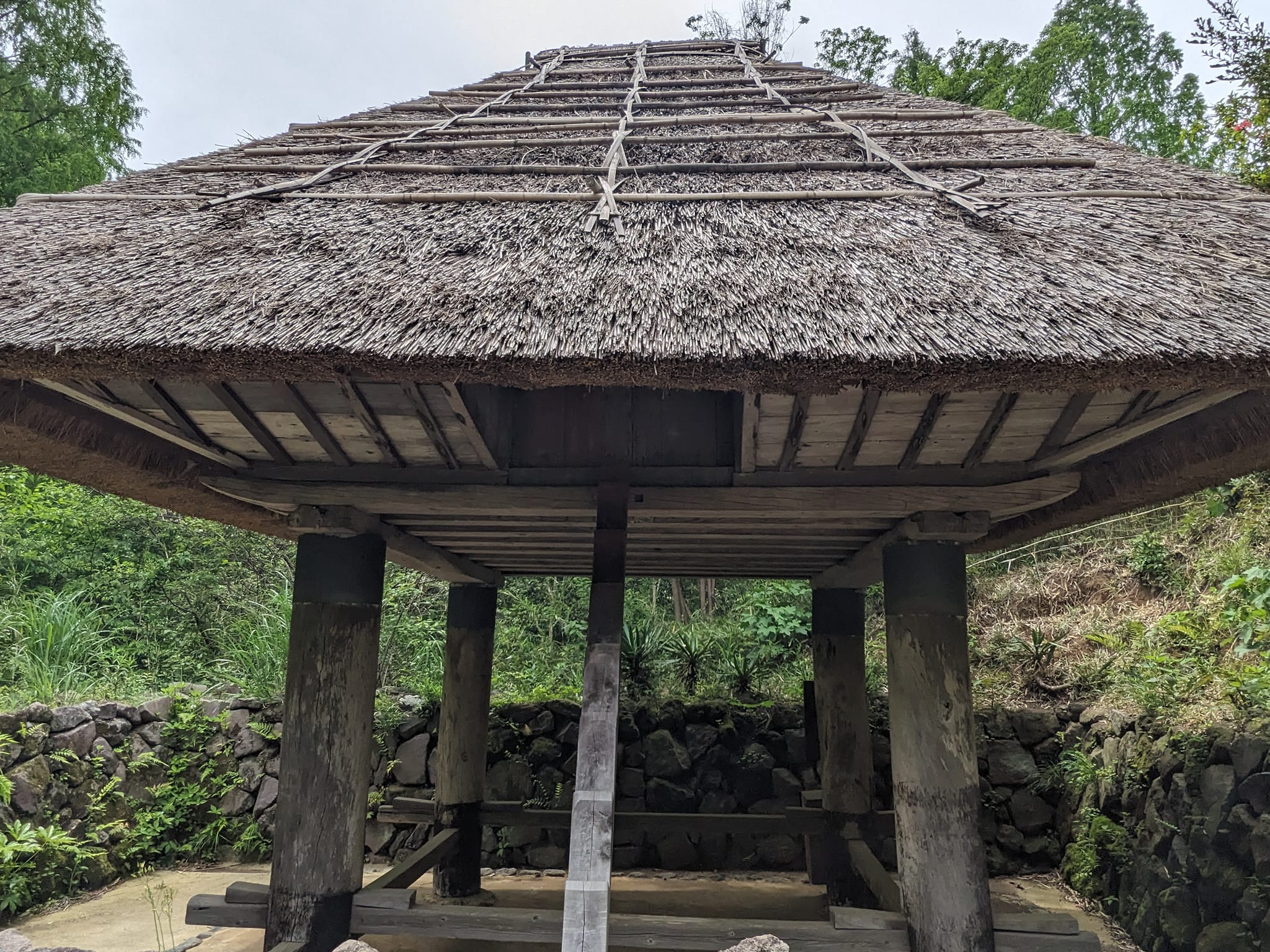
沖永良部島の高床倉庫。四本柱の上部に鉄板を巻いてネズミの侵入を防ぐ。（川崎市多摩区の日本民家園）